# DR-Baureihe 99.73–76
Die Lokomotiven der Baureihe 99.73–76 waren Einheitslokomotiven der Deutschen Reichsbahn für die sächsischen Schmalspurbahnen. Zusammen mit der Nachfolgebauart Baureihe 99.77–79 sind sie die leistungsfähigsten Schmalspurlokomotiven für 750 mm Spurweite in Deutschland.

## Geschichte
Obwohl mit der fünffach gekuppelten Reihe 99.67–71 schon recht leistungsfähige Lokomotiven für den Betrieb auf den Gebirgsstrecken im Erzgebirge vorhanden war, bestand auch weiterhin Bedarf an einer besonders leistungsstarken Bauart. So gelang es der neu gegründeten Reichsbahndirektion Dresden, die Beschaffung einer Einheitslokomotive für 750-mm-Spur durchzusetzen. Das Vereinheitlichungsbüro der Deutschen Lokomotiv-Vereinigung in Berlin-Tegel erarbeitete den Entwurf für die Konstruktion.
Die erste Serie von 13 Lokomotiven fertigte die Sächsische Maschinenfabrik vormals Richard Hartmann in Chemnitz. Laut Liefervereinbarung sollte die Sächsische Maschinenfabrik noch weitere Loks liefern, durch den Konkurs und die Liquidation des Unternehmens 1930 ging dieser Auftrag an die Berliner Maschinenbau AG vormals Schwartzkopff (BMAG) über. 1928 wurden sieben und 1933 noch weitere zwölf Lokomotiven von der BMAG geliefert. Die damals hochmodernen Lokomotiven entsprachen in ihrer Konstruktion den regelspurigen Einheitslokomotiven. Die Lokomotiven erfüllten die Erwartungen. Mit Vorspann war es nun möglich, auch überlange Schmalspurzüge mit bis zu 56 Achsen bergwärts zu befördern.
Die als Reparationsleistung von der SMAD beschlagnahmten Hartmann-Lokomotiven 99 736 und 737 gelangten bereits 1945 zum Hüttenwerk Magnitogorsk. 1946 wurde die 99 733 nach Belorezk verbracht. Die Fahrzeuge 99 744, 748, 751, 752, 753, 755 und 756 wurden ebenfalls an die Sowjetunion abgegeben. Die hintere Laufachse wurde entfernt, die Lokomotiven wurden mit Schlepptendern gekuppelt und Anfang der 1960er Jahre auf Ölfeuerung umgestellt. Zwischen 1975 und 1979 wurden alle Maschinen in der UdSSR ausgemustert.
Bei der DR wurden die Lokomotiven vereinzelt im Wilsdruffer Netz und bis zur Ablösung durch Lokomotiven der Baureihe 99.77–79 auf den Strecken Schönfeld-Wiesa–Thum–Meinersdorf und Wilischthal–Thum eingesetzt. Um dem aus der enormen Zunahme der Verkehrsleistung auf den Schmalspurbahnen im Erzgebirge durch den neu aufgenommenen Uran-Bergbau der SDAG Wismut resultierenden Lokomotivmangel entgegenzuwirken, entstand ab 1952 eine ähnliche Nachfolgebauart beim VEB Lokomotivbau Karl Marx in Babelsberg als Baureihe 99.77–79.
Ende der 1960er Jahre mussten die ersten Lokomotiven wegen Kesselschäden ausgemustert werden. Zehn Lokomotiven erhielten neue, geschweißte Kessel und wurden auch weiterhin auf ihren Stammstrecken eingesetzt. Bei der Einführung der EDV-gerechten Betriebsnummern 1970 wurden die bisher dreistelligen Ordnungsnummern mit einer davorgesetzten Ziffer 1 ergänzt. Mit der erneuten Umbezeichnung am 1. Januar 1992 erhielten die Lokomotiven neue Betriebsnummern mit der Stammnummer 099 und Ordnungsnummern, die in keinen Zusammenhang mit den bisherigen stehen. Durch die Abgabe der Lokomotiven mit den Einsatzstrecken an neue Betreiber waren diese Betriebsnummern jedoch nur kurzzeitig an den Maschinen angeschrieben.
Die 099 733 (99 760) wurde 1992 im damaligen Raw Görlitz auf Leichtölfeuerung umgebaut. Weitere Lokomotiven des Bahnbetriebswerk Zittau wurden in gleicher Weise umgebaut, so die 099 724 (99 1735), 099 728 (99 1749), 099 729 (99 1750) und 099 731 (99 1758). Aus wirtschaftlichen Gründen wurden sie jedoch nach und nach wieder auf Rostfeuerung zurückgerüstet. Lediglich die 99 750, die als Denkmal in Großschönau ausgestellt ist, verfügt noch über diese Ausrüstung.    
Im Jahr 2025 soll die 99 760 im Rahmen ihrer Hauptuntersuchung mit einer modernen Leichtölfeuerung der schweizerischen DLM aus Winterthur versehen und damit wieder in Betrieb genommen werden. 
Zusammen mit der Nachfolgebauart werden diese Lokomotiven häufig von Eisenbahnfans auch als „Sächsische VII K“ bezeichnet, obwohl diese Bezeichnung falsch ist, da sie nicht mehr von den Sächsischen Staatseisenbahnen beschafft wurden.

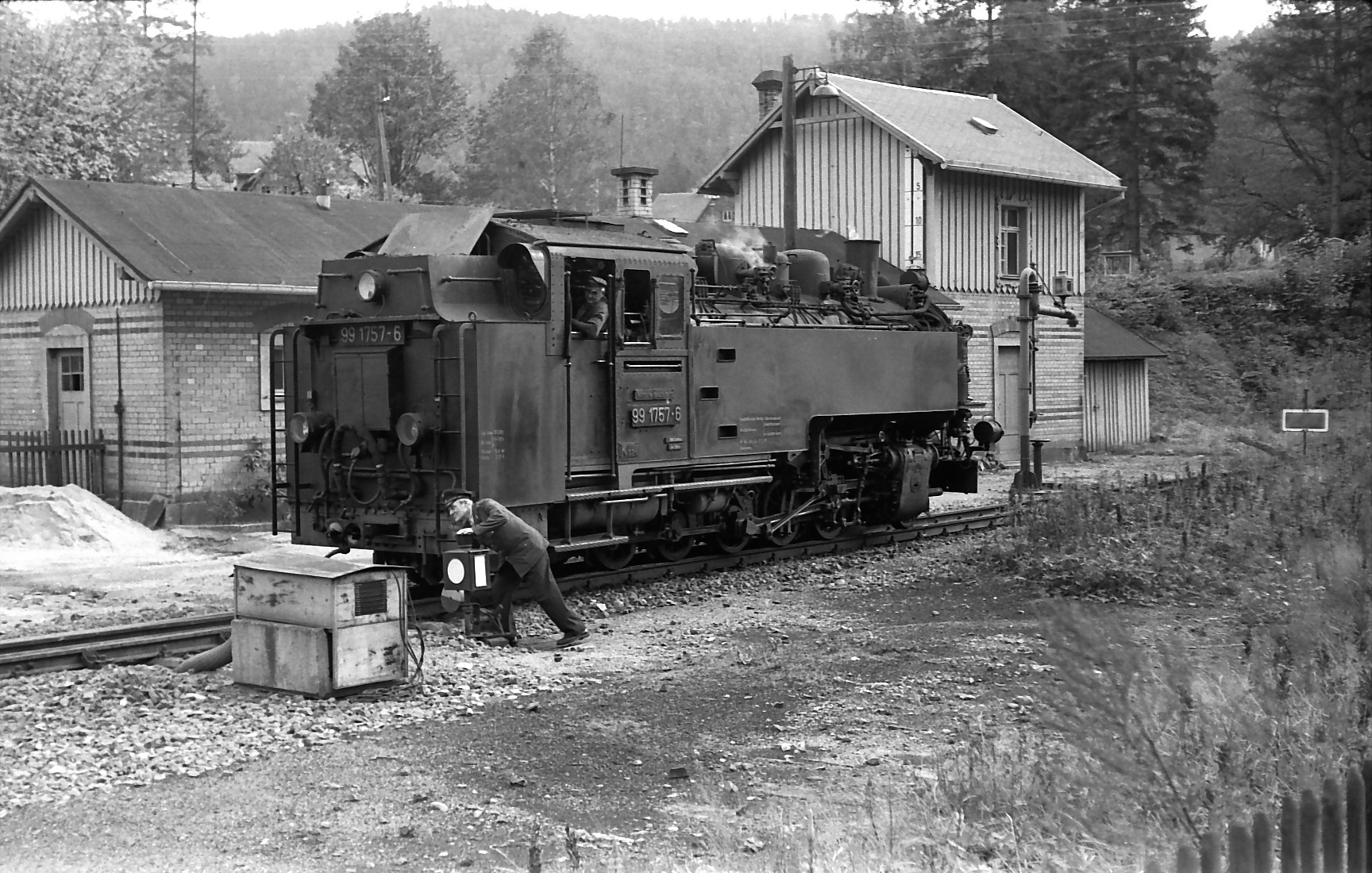
99 1757 in Oybin (Oktober 1981)
99 1761 in Dippoldiswalde (Juli 1986)
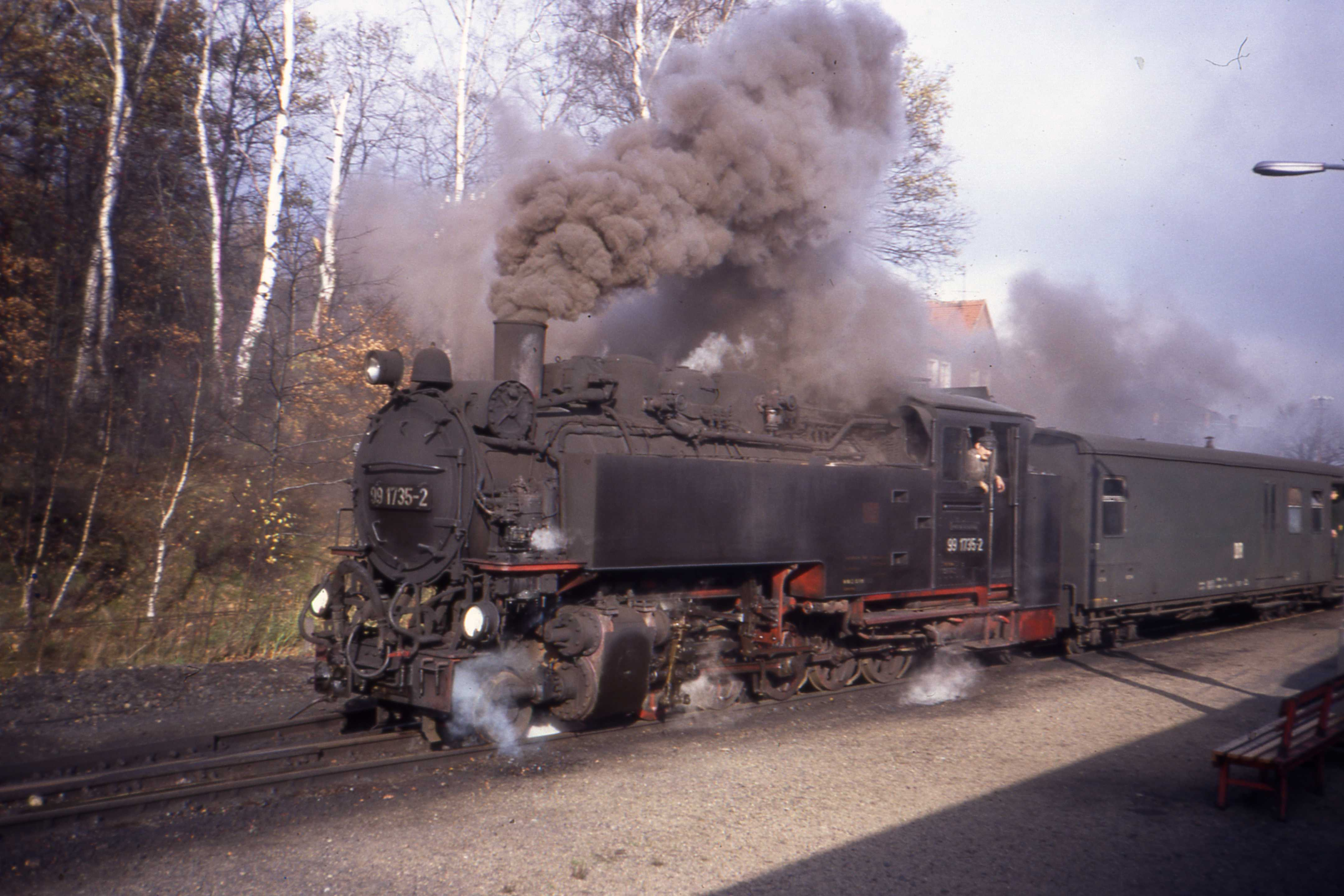
99 1735 in Bertsdorf (November 1989)
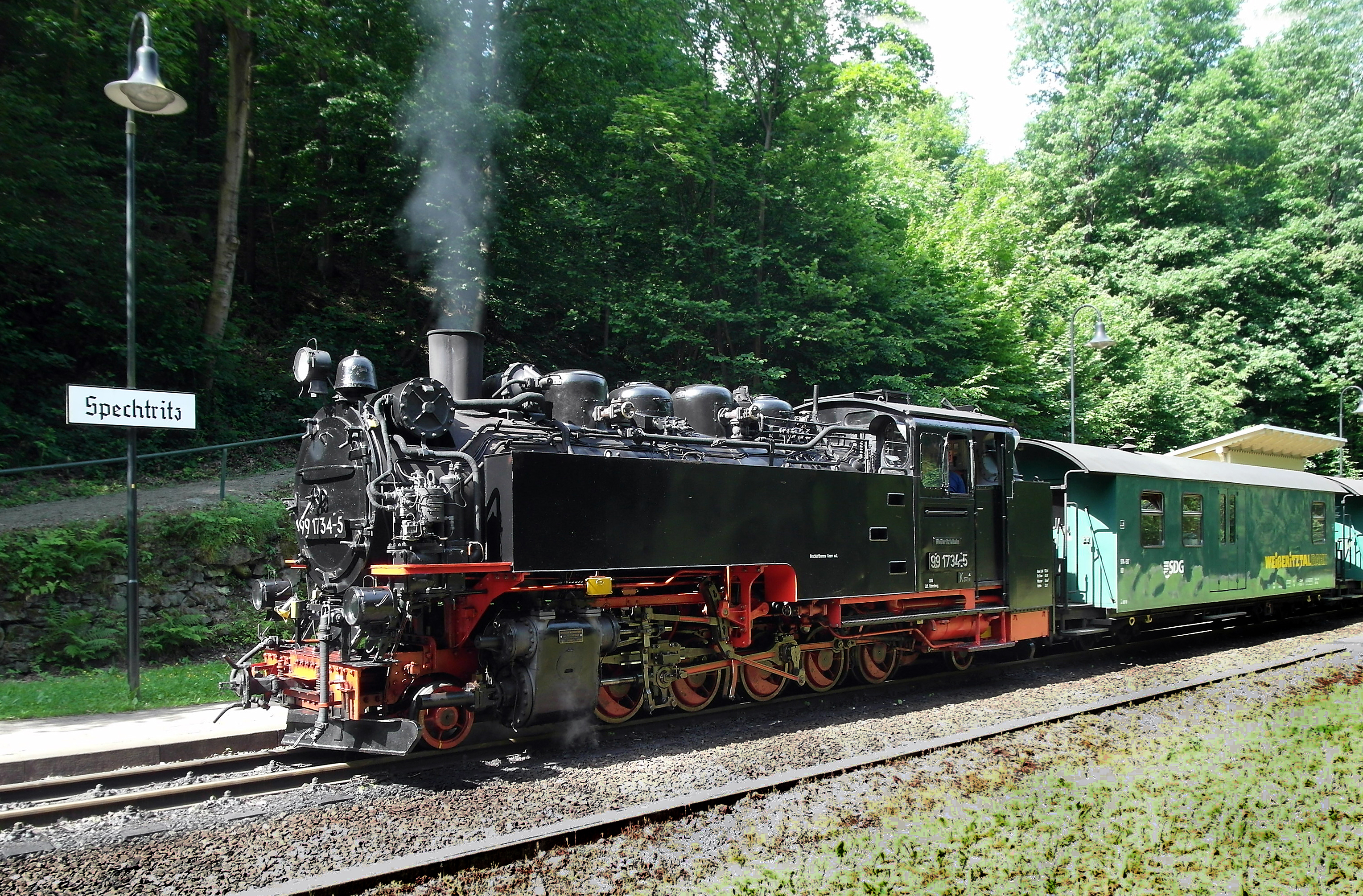
99 1734 in Spechtritz (Juni 2017)

## Technische Merkmale
Die fünffach gekuppelten Lokomotiven hatten einen Barrenrahmen und verfügen über in Bisselgestellen gelagerte Laufachsen. Als Treibachse dient die fest gelagerte dritte Achse, welche anfangs geschwächte Spurkränze aufwies. Nach 1945 wurden die Spurkränze dann völlig entfernt, um die Bogenläufigkeit weiter zu verbessern. Die zweite und die fünfte Kuppelachse waren seitenverschiebbar. Der feste Achsstand betrug anfangs 3000 Millimeter, wurde dann aber später durch das Festlegen der fünften und die seitenverschiebbare vierte Kuppelachse auf 4000 Millimeter vergrößert. Wie für alle Einheitslokomotiven typisch, wurden die Lokomotiven 99 731 bis 750 mit Kolbenspeisepumpe und einen quer über der Rauchkammer eingebauten Knorr-Oberflächenvorwärmer geliefert. Die 99 751 bis 762 wurden dagegen mit einem Abdampfinjektor Bauart Friedmann geliefert, später jedoch ebenfalls auf Knorr-Vorwärmer und Kolbenspeisepunpe umgebaut. Die zweite Kesselspeisevorrichtung ist eine saugende Dampfstrahlpumpe. Der Langkessel bestand aus zwei Schüssen.
Wegen der damals noch teilweise gebräuchlichen Heberleinbremse erhielten die Lokomotiven ab Werk auch die dafür erforderliche Ausrüstung mit Rollenführungen und Haspel. Die Lokomotive selbst bekam eine Knorr-Druckluftbremse, welche über die Saugluftbremse für den Wagenzug angesteuert wird. Als die ersten Lokomotiven 1928 ausgeliefert wurden, war schon geplant, die veralteten Trichterkupplungen durch Scharfenbergkupplungen abzulösen. So erhielten die ersten Lokomotiven schwenkbare und höhenbewegliche Kupplungsschäfte mit einer genormten Kupplungsaufnahme, zunächst Trichterkupplungsköpfe und eine Begrenzung des seitlichen Schwenkbereichs mit Einsteckbolzen. Die Trichterkupplungsköpfe wurden später problemlos gegen die neuen Kupplungen getauscht.

## Heutiger Einsatz
Auf den neigungsreichen Strecken Hainsberg–Kipsdorf, Cranzahl–Oberwiesenthal und Zittau–Oybin/Jonsdorf wurden die leistungsstarken Maschinen zu Stammlokomotiven. Seit 2002 kommen sie auch auf der Strecke Radebeul-Ost–Radeburg zum Einsatz.
Im April 2022 waren noch 14 Lokomotiven vorhanden, die sich zu gleichen Teilen im Besitz der  Sächsischen Dampfeisenbahngesellschaft (SDG) und der Sächsisch-Oberlausitzer Eisenbahngesellschaft (SOEG) befanden, davon waren sieben betriebsfähig.
| Betriebs-Nr. | Baujahr | Hersteller                   | Fabrik-Nr. | Eigentümer | Standort          | Anmerkung                                                          |
| ------------ | ------- | ---------------------------- | ---------- | ---------- | ----------------- | ------------------------------------------------------------------ |
| 99 731       | 1928    | Sächsische Maschinenfabrik   | 4678       | SOEG       | Zittau            | betriebsfähig                                                      |
| 99 734       | 1928    | Sächsische Maschinenfabrik   | 4681       | SDG        | Freital-Hainsberg | betriebsfähig                                                      |
| 99 735       | 1928    | Sächsische Maschinenfabrik   | 4682       | SOEG       | Bertsdorf         | abgestellt                                                         |
| 99 741       | 1928    | Sächsische Maschinenfabrik   | 4691       | SDG        | Oberwiesenthal    | betriebsfähig                                                      |
| 99 746       | 1929    | Berliner Maschinenbau (BMAG) | 9535       | SDG        | Kurort Kipsdorf   | abgestellt                                                         |
| 99 747       | 1929    | BMAG                         | 9536       | SDG        | Radebeul Ost      | betriebsfähig                                                      |
| 99 749       | 1929    | BMAG                         | 9538       | SOEG       | Zittau            | abgestellt                                                         |
| 99 750       | 1929    | BMAG                         | 9539       | SOEG       | Großschönau       | Denkmallokomotive vor dem Trixi Park, Großschönau                  |
| 99 757       | 1933    | BMAG                         | 10148      | SOEG       | Zittau            | abgestellt                                                         |
| 99 758       | 1933    | BMAG                         | 10149      | SOEG       | Zittau            | betriebsfähig                                                      |
| 99 759       | 1933    | BMAG                         | 10150      | SDG        | Oberrittersgrün   | Leihgabe an Sächsisches Schmalspurbahnmuseum Rittersgrün           |
| 99 760       | 1933    | BMAG                         | 10151      | SOEG       | Zittau            | betriebsfähig                                                      |
| 99 761       | 1933    | BMAG                         | 10152      | SDG        | Radebeul Ost      | betriebsfähig                                                      |
| 99 762       | 1933    | BMAG                         | 10153      | SDG        | Freital-Hainsberg | Unfall am 19. Aug. 2024 nahe Bf Dippoldiswalde, betriebsfähig 2025 |